# Major Lance
Major Lance (... – Decatur, 3 settembre 1994) è stato un cantante statunitense.

## Biografia
È nato in Mississippi tra il 1939 ed il 1942.
Negli anni '50 aveva un gruppo con Otis Leavill chiamato The Floats. Nel 1962 ha firmato un contratto con la Okeh Records. Tra i suoi brani vi sono The Monkey Time (1963) e Um, Um, Um, Um, Um, Um (1963), scritti da Curtis Mayfield.
Negli anni '70 ha lavorato in Inghilterra divenendo una figura rappresentativa del Northern soul. 
Si è spento nel 1994 a causa di malattie cardiovascolari. Nel corso della sua vita ha avuto nove figli da diverse donne. Tra loro vi è Keisha Lance Bottoms, politica diventata sindaco di Atlanta.

## Discografia parziale
Album
- 1963 - The Monkey Time
- 1964 - Um, Um, Um, Um, Um, Um
- 1965 - Major's Greatest Hits
- 1968 - The Rhythm of Major Lance
- 1973 - Major Lance's Greatest Hits Recorded Live at the Torch
- 1978 - Now Arriving
- 1983 - The Major's Back
- 1986 - Live at Hinkley
- 2000 - The Very Best of Major Lance